# Man
Otok Man (Mannin tudi Ellan Vannin, znan tudi kot Mann angleško Isle of Man) je otok v Irskem morju, ki spada neposredno pod britansko krono, vendar ni del Združenega kraljestva. Je skoraj enako oddaljen od Anglije, Irske, Škotske in Walesa. Ima 572 km&sup2 kopne površine in okoli 84.000 prebivalcev (po popisu 2021), njegovo leta 979 ustanovljeno zakonodajno telo - Tynwald - pa je »najstarejši nepretrgoma demokratični parlament na svetu«.
Vlada Združenega kraljestva je odgovorna za vojaško obrambo otoka in ga zastopa v tujini.
Ljudje so na otoku živeli že pred letom 6500 pr. n. št. Gelski kulturni vpliv se je začel v 5. stoletju našega štetja, ko so irski misijonarji po nauku sv. Patrika začeli naseljevati otok, pojavil se je manski jezik, veja goidelskih jezikov. Leta 627 je kralj Edwin Northumbrijski osvojil otok Man skupaj z večino Mercije. V 9. stoletju so Vikingi ustanovili talasokratsko Kraljestvo otokov, ki je vključevalo otok Man. Magnus III., norveški kralj od 1093 do 1103, je vladal kot kralj Mana in otokov med 1099 in 1103.
Leta 1266 je norveški kralj Magnus VI. prodal svojo oblast nad Manom škotskemu kralju Aleksandru III. po pogodbi iz Pertha. Po obdobju izmenične vladavine škotskega in angleškega kralja je otok leta 1399 prešel pod fevdalno gospostvo angleške krone. Gospostvo je leta 1765 ponovno prešlo v britansko krono, vendar otok ni postal del Kraljevine Velike Britanije, niti njenih naslednikov, Združenega kraljestva Velike Britanije in Irske ter današnjega Združenega kraljestva Velike Britanije in Severne Irske. Vedno je ohranil notranjo samoupravo. Leta 1881 je parlament otoka Man, Tynwald, postal prvo nacionalno zakonodajno telo na svetu, ki je ženskam dalo volilno pravico na splošnih volitvah, čeprav je to izključevalo poročene ženske.
Gospodarstvo Mana je podprto s statusom davčne oaze in offshore bančne destinacije. Zavarovalništvo in spletne igre na srečo ustvarijo vsaka po 17 % BDP, sledijo informacijska in komunikacijska tehnologija ter bančništvo s po 9 %. Ta status je prinesel tudi probleme pranja denarja, finančnega kriminala in financiranja terorizma.
Na mednarodni ravni je otok Man znan po motociklističnih dirkah TT in mački Manx, pasmi s kratkim ali brez repa.
Leta 2016 je UNESCO dodelil status biosfernega rezervata otoku Man.

## Zgodovina
Otok je bil odrezan od okoliških otokov okoli 8000 pr. n. št., ko se je gladina morja dvignila po koncu zadnje ledene dobe. Ljudje so ga kolonizirali s potovanjem po morju nekaj časa pred 6500 pr. n. št.. Prvi stanovalci so bili lovci-nabiralci in ribiči. Primere njihovega orodja hrani manski muzej.
Neolitik je zaznamoval začetek kmetovanja in ljudje so začeli graditi megalitske spomenike, kot so Cashtal yn Ard v župniji Maughold, grob kralja Orryja v Laxeyju, Mull Hill blizu Cregneasha in Ballaharra Stones pri St John's. Obstajali sta tudi lokalni kulturi Ronaldsway in Bann.
V bronasti dobi se je velikost grobišč zmanjšala. Ljudje so trupla polagali v s kamni obložene grobove z okrasnimi posodami. Grobne gomile iz bronaste dobe so preživele kot dolgotrajne oznake po podeželju.
Stari Rimljani so vedeli za otok in so ga imenovali Insula Manavia. V štirih stoletjih, ko je Rim vladal provinci Britaniji, je rimska vojska nadzorovala Irsko morje in zagotavljala varen prehod kmetijskega blaga s proizvodnih kmetij Angleseyja do rimskih naselbin na angleško-škotski meji. Na Manu so našli le nekaj rimskih artefaktov, kar kaže na pomanjkanje strateške vrednosti Mana v času Britanije. Na Manu še niso našli rimskih svetilnikov ali signalnih stolpov.
Približno v 5. stoletju našega štetja je obsežno preseljevanje z Irske sprožilo proces gelizacije, kar dokazujejo oghamski napisi, in razvil se je manski jezik. To je goidelski jezik, ki je tesno povezan z irsko in škotsko gelščino.
V 7. stoletju je Man prešel pod nadzor anglosaškega kralja Edwina iz Northumbrije, ki je nato iz Mana začel napade na Irsko. Kako velik vpliv so imeli Northumbrijci na Manu ni znano, vendar je zelo malo krajevnih imen na Manu staroangleškega izvora.
Vikingi so prispeli konec 8. stoletja. Ustanovili so Tynwald in uvedli številne zemljiške delitve, ki še vedno obstajajo. Leta 1266 je norveški kralj Magnus VI. v Perthski pogodbi otoke odstopil škotskemu kralju Aleksandru III. Toda škotska oblast nad Manom ni postala trdno uveljavljena do leta 1275, ko so bili Mani poraženi v bitki pri Ronaldswayu blizu Castletowna.
Leta 1290 je angleški kralj Edvard I. poslal Walterja de Huntercomba, da prevzame Man. V angleških rokah je ostal do leta 1313, ko ga je Robert Bruce prevzel po pettedenskem obleganju gradu Rushen. Leta 1314 ga je za Angleže ponovno zavzel John Bacach iz Argylla. Leta 1317 ga je za Škote ponovno zavzel Thomas Randolph, 1. grof Moray in lord otoka Man. Škoti so ga držali do leta 1333. Nekaj let zatem sta se nadzor prenašala naprej in nazaj med obema kraljestvoma, dokler ga Angleži leta 1346 dokončno niso zavzeli. Angleška krona je svojo oblast nad otokom prenesla na vrsto lordov in magnatov. Tynwald je sprejemal zakone v zvezi z vlado otoka v vseh pogledih in je imel nadzor nad njegovimi financami, vendar je bil predmet odobritve lorda Mana.
Leta 1765 se je zgodil Zakon o ponovnem preoblikovanju, s katerim so bile fevdalne pravice vojvod Atholla kot lordov kupljene in ponovno prevzete v britansko krono.
Leta 1866 je otok Man pridobil omejeno domačo vladavino z delno demokratičnimi volitvami v House of Keys, vendar je zakonodajni svet imenovala krona. Od takrat se je demokratična vlada postopoma razširila.
Med obema svetovnima vojnama je bil otok uporabljen za internacijo ljudi iz sovražnih držav.
V zadnjem času je gospodarstvo otoka imelo koristi od regulativne arbitraže v različnih kontekstih, kot so nizki davki, ki so pritegnili bogate posameznike, in ki so skupaj z verjetno ohlapno regulacijo privabili industrije, kot so finančne storitve v tujini in v zadnjem času igre na srečo.
Otok Man je več kot 250 zgodovinskih krajev označil za registrirane stavbe.

## Geografija
Otok Man je otok, ki leži sredi severnega Irskega morja in je skoraj enako oddaljen od Anglije na vzhodu, Severne Irske na zahodu in Škotske (najbližje) na severu, medtem ko je Wales na jugu oddaljen skoraj kot Republika Irska na jugozahodu. Dolg je 52 kilometrov, na najširšem delu pa širok 22 kilometrov. Ima površino približno 572 kvadratnih kilometrov. Poleg samega otoka Man politična enota otoka Man vključuje nekaj bližnjih majhnih otokov: sezonsko naseljeni Calf of Man, Chicken Rock (na katerem stoji svetilnik brez osebja), otok St Patrick's Isle in St Michael's Isle. Zadnja dva sta povezana z glavnim otokom s stalnimi cestami/nasipi.
Hribovja na severu in jugu so ločena z osrednjo dolino. Nasprotno pa je severna nižina razmeroma ravna, sestavljena predvsem iz usedlin ledeniškega napredovanja iz zahodne Škotske v hladnejših časih. Na skrajni severni točki, Point of Ayre, so nedavno odložene prodnate plaže. Otok ima en hrib, višji od 600 metrov, Snaefell, z višino 620 metrov. Po starem pregovoru je z vrha mogoče videti šest kraljestev: Manovo, Škotsko, Angleško, Irsko, Waleško in Nebeško. Nekatere različice dodajajo sedmo kraljestvo, kraljestvo morja ali Neptuna.

### Podnebje
Otok Man ima zmerno oceansko podnebje (Köppen Cfb). Povprečna količina padavin je višja od povprečja na ozemlju Britanskega otočja, saj je otok Man dovolj oddaljen od Irske, da prevladujoči jugozahodni vetrovi kopičijo vlago. Povprečna količina padavin je največja v Snaefellu, kjer znaša okoli 1900 milimetrov na leto. Na nižjih ravneh je lahko približno 800 milimetrov na leto. Na bolj suhih območjih je otok Man bolj sončen kot Irska ali večina Anglije s 1651 urami na leto na uradni postaji Ronaldsway. Najvišja zabeležena temperatura je bila 28,9 °C v Ronaldswayju 12. julija 1983. Zaradi zmernih površinskih temperatur Irskega morja otok ni deležen izbruhov vročine, ki lahko včasih prizadenejo severno Anglijo. Stabilna temperatura vode tudi pomeni, da je zračna zmrzal redka, v povprečju le desetkrat na leto.
10. maja 2019 je glavni minister Howard Quayle izjavil, da vlada otoka Man priznava, da obstajajo izredne razmere zaradi grožnje antropogenih podnebnih sprememb.

### Živalstvo
Dve domači živali sta posebej povezani z otokom Man, čeprav ju najdemo tudi drugod.
Manška mačka je pasma mačk, znana po svoji genetski mutaciji, ki ima za posledico skrajšan rep. Dolžina tega repa se lahko giblje od nekaj centimetrov, kar je znano kot »škrtast«, do tega, da ga sploh ni ali je »zvit«. Manške mačke so različnih barv in imajo običajno nekoliko daljše zadnje noge v primerjavi z večino mačk. Mačke so bile uporabljene kot simbol otoka Man na kovancih in znamkah; in nekoč je vlada upravljala center za vzrejo, da bi zagotovila nadaljevanje pasme.
Ovca Manx Loaghtan je pasma, ki izvira z otoka. Ima temno rjavo volno in štiri ali včasih šest rogov. Meso velja za poslastico. Na otoku je več čred, druge pa so bile ustanovljene v Angliji in Jerseyju.
Na otok je nedavno prispel rdečevrati valabi, ki je zdaj naselil otok po pobegu iz parka divjih živali. Lokalna policija poroča o naraščajočem številu klicev, povezanih z valabiji.
V Garffu je tudi veliko divjih koz, kar je bilo januarja 2018 obravnavano na sodišču Tynwald.
Marca 2016 je otok Man postal prvo celotno ozemlje, ki je bilo sprejeto v Unescovo mrežo biosfernih rezervatov.

## Kultura
Manci so keltski narod.
Kultura otoka Man se pogosto promovira kot pod vplivom keltskega in v manjši meri nordijskega izvora. Bližina Združenega kraljestva, priljubljenost turistične destinacije Združenega kraljestva v viktorijanskih časih in priseljevanje iz Britanije so pomenili, da so bile kulture Velike Britanije vplivne vsaj od ponovne obnove. Kampanje oživitve so poskušale ohraniti preživele ostanke manske kulture po dolgem obdobju anglicizacije, zato se je občutno povečalo zanimanje za manski jezik, zgodovino in glasbeno tradicijo.

### Jezik
Uradna jezika otoka Man sta angleščina in manski jezik. Manski jezik se tradicionalno govori, vendar je bilo navedeno, da je 'kritično ogrožen'. Vendar ima zdaj vse več mladih govorcev. Na otoku je vse bolj očiten: na primer v javnih obvestilih in vse večji uporabi na obredu v Tynwaldu.
Manski jezik je goidelski keltski jezik in je eden od številnih otoških keltskih jezikov, ki se govorijo na Britanskem otočju. Manščina je bila uradno priznana kot zakonit avtohtoni regionalni jezik v skladu z Evropsko listino o regionalnih ali manjšinskih jezikih, ki jo je Združeno kraljestvo ratificiralo 27. marca 2001 v imenu vlade otoka Man.
Manski jezik je tesno povezan z irsko in škotsko gelščino, vendar je ortografsko sui generis (latinski izraz, ki pomeni 'svoje vrste' ali 'v razredu zase', torej 'edinstven').
Na otoku je pogosto slišati manska pozdrava moghrey mie (dobro jutro) in fastyr mie (dober dan). Tako kot v irski in škotski gelščini sta pojma 'večer' in 'popoldne' navedena z eno besedo. Dva druga manska izraza, ki se pogosto slišita, sta Gura mie eu (Hvala; znana oblika 2. osebe ednine Gura mie ayd) in traa dy liooar, kar pomeni 'dovolj časa', kar predstavlja stereotipen pogled na manški odnos do življenja.
V popisu prebivalstva na otoku Man leta 2011 je približno 1800 prebivalcev izjavilo, da znajo brati, pisati in govoriti manski jezik.

### Simboli
Stoletja so simbol otoka tako imenovane »tri Mannove noge« (mansko Tree Cassyn Vannin), triskelion treh nog, spojenih v stegnu. Manški triskelion, ki z gotovostjo izvira iz poznega 13. stoletja, je negotovega izvora. Domneva se, da izvira iz Sicilije, otoka, ki je bil povezan s triskelionom že od antičnih časov.
Simbol se pojavi v uradni zastavi in uradnem grbu otoka ter v njegovi valuti. Manški triskelion se morda odraža v motu otoka Quocunque jeceris stabit, ki je del otoškega grba. Latinski moto se prevaja kot »kamor koli vržeš, bo stalo«. Sega v pozno 17. stoletje, ko je znano, da se je pojavil na kovancih otoka. Lahko se razume, da se nanaša na kaltrop, vojaško napravo z eno konico, ki je vedno obrnjena navzgor. Sam moto je bil prvotno predstavljen na družinski znački bizantinskega/rimskega generala Flavija Belizarja (505 – 565 n. št.) skupaj s predstavitvijo kaltropa IOM Stamps – The Three Legs of Man 20. maj 2013. Predlagano je bilo tudi, da se je moto prvotno nanašal na slabo kakovost kovancev, ki je bila v tistem času pogosta - kot v »čeprav je preizkušeno, bo prestalo«.
Ragwort ali cushag (Šentjakobov grint – Jacobaea vulgaris) je bil imenovan kot nacionalna roža Manx.